# Монастырь Готтесцелль (Нижняя Бавария)
Монастырь Готтесцелль (нем. Kloster Gotteszell) — бывшее мужское цистерцианское аббатство, располагавшееся на территории баварской общины Готтесцелль (Нижняя Бавария) и относившееся к епархии Регенсбурга; обитель была основана в 1285 году Генрихом фон Пфеллингом и распущена в 1803 году — во время секуляризации в Баварии.

## История и описание
Монастырь Готтесцелль, посвященный Деве Марии и Святой Анне, был основан в 1285 году Генрихом фон Пфеллингом как филиал монастыря Альдерсбах; Генрих подарил монастырю свою усадьбу в Акслахе. Создание новой обители получило в 1286 году официальное одобрение от шурина Генриха — епископа Регенсбургского Генриха II фон Роттенега. Готтесцелль получил значительные пожертвования сразу от нескольких баварских князей — Людвига III, Стефана I и Отто III — которые подарили монастырю как местный замок, так и ярмарочную общину Румансфельден. В 1320 году монастырь был возведен в ранг аббатства: первым аббатом стал настоятель Бертольд. В 1339 году началось строительство (расширение) монастырской церкви, посвященной Богородице. В 1345 году император Людвиг IV вручил монастырю документ, удостоверяющий его независимость от местных властей.
В последующие годы Готтесцелль стал центром поклонения Святой Анне, чей культ использовался популярностью в Германии в XV веке. В том же XV веке в монастыре начался период упадка — в конце века в нём проживал только один монах. Следующие настоятели — Ахатий Эйнспек (1596—1611) и Михаэль Кесслер (1611—1638) — сумели вывести обитель из кризиса. Однако в ходе Тридцатилетней войны, в 1629 году, пожар нанес значительный ущерб как церкви, так и зданиям монастыря. Затем, в 1633—1634 годах, шведские войска вторглись в Готтесцелль: солдаты-протестанты захватили аббата, подвергли его пыткам и изувечили. В 1641 шведские солдаты снова ненадолго заняли монастырь.
В последующий период, начавшийся с правления аббата Герхарда Хёгера, монастырь в Готтесцелле стал широко известен: естественные науки, философия и теология стали развиваться в его стенах. В 1729 году, при аббата Вильгельме II Графстурме, соборная церковью была украшена лепниной и фресками, а на её восточной стене появилась работа «Успение Девы Марии» за авторством художника Космаса Дамиана Азама. Преемники Вильгельма активно выступали против анти-монастырской политики правительства Баварии. В ходе секуляризации в регионе, 24 марта 1803 года, монастырь был распущен. Бывшая церковь аббатства была переосвящена и стала приходской церковью, а в бывших монастырских помещениях была создана местная начальная школа и появился дом местного пастора. Обветшавшие части монастыря были снесены, а остальные здания — перешли в частную собственность. Действия рассказа «Der Prälatenschatz» («Сокровище прелата», 1895) популярного писателя Максимилиана Шмидта происходит в бывшем монастыре Готтесцелль — сюжет связан с сокровищами, спрятанными во время роспуска обители.

### Приходская церковь Святой Анны
Бывшая монастырская церковь — нынешняя приходская церковь Святой Анны — является трехнефная базиликой без трансепта, построенной около 1339 года. После пожара, произошедшего 24 марта 1629 года, началась её реконструкция, неоднократно прерванная военными событиями. Смена церковного убранства от 1889 году устранила барочные детали её интерьера. Фреска «Успение Девы Марии» была вновь открыта для публики только в 1940 году.